# Jan Daelemans
Jan Eva Philippe Jozef Daelemans (Heverlee, 3 augustus 1921 - Orchimont, 2 september 1944) was een universiteitsstudent en een verzetsstrijder, die zijn inzet met zijn leven bekocht.

## Levensloop
Jan Daelemans was het enige kind van rijkswachtkolonel Joseph Daelemans (1887) en van Hélène Renard. 
Hij deed zijn middelbare studies in het Sint-Lodewijkscollege, waar hij actief was (tegen de zin van zijn ouders) in de KSA en in het Jong Volkse Front. Hij was in zijn retoricajaar ook verantwoordelijk voor de Caritas-Sobriëtasactie.
Vanaf september 1939 ging Daelemans rechten studeren aan de Katholieke Universiteit Leuven. Hij nam deel aan activiteiten van het Katholiek Vlaams Hoogstudentenverbond (KVHV. Tijdens de bezetting was hij een van de organisatoren van de Slag der 100.000, een actie van geldinzameling om aan zwaar getroffen arme lieden bijstand te verlenen.
In 1941 stichtte hij samen met Hubert Peeters en Jozef Nicaise een sluikblad onder de naam De Vlaamsche Vlagge, dat stevig te keer ging tegen de Duitse bezetter en tegen de collaboratie.
In 1943 trad Daelemans toe tot de inlichtingendienst Athos, onder de leiding van Daniel Ryelandt en Jef Van Bilsen. Hij verving er Van Bilsen, toen die moest onderduiken. Vanaf april 1944 kwam hij Ryelandt en Van Bilsen vervoegen in het maquis van de Ardennen. Hij trad eerst nog in het huwelijk met Rose Davin, die eveneens tot het Verzet behoorde.
In augustus vervoegde hij permanent het maquis van Orchimont. Hoewel hij nog niet veel gevechtservaring had, meldde hij zich als vrijwilliger voor een verkenning. De groep werd onderschept door een Duitse legereenheid en zwaar onder vuur genomen. Jan Daelemans werd 's anderendaags dood aangetroffen, geraakt door verschillende kogels. Tijdens het gevecht had hij zijn wapen niet gebruikt, hij had enkel naar zijn paternoster gegrepen.

## Hulde
Na zijn dood werd Daelemans het voorwerp van erkenning, vooral in studentenmiddens, voor zijn heldhaftig optreden.
In Leuven werd een Jan Daelemanscomité opgericht, onder het voorzitterschap van professor Gerard Verbeke, met als leden onder meer Jef Van Bilsen en Jan Boon. Het doel was een kapel te bouwen in Orchimont aan de „Chemin Utile‟, ter ere van Jan, op de plaats waar hij het leven liet. De kapel diende zijn herinnering levendig te houden en een edel getuigenis te zijn voor de universitaire jeugd die met fierheid haar ideaal zal herkennen in deze burgerjongen die bezeten was door zijn sociale verantwoordelijkheid, en die verlangde naar het lijden en het eenvoudige offer, in dezen beslisten patriot, deze jonge Vlaamse Bruggeling, gevallen voor zijn volk en land in de hoge Ardennen.  Met de eerste geldinzameling kon een terrein van anderhalve ha worden aangekocht en, naar een ontwerp van Rose Davin, werd de kapel opgericht die op 4 september 1949 werd ingewijd door de rector van de universiteit van Leuven, Mgr. Honoré Van Waeyenbergh. 
Voortaan werd op de laatste zondag van augustus elk jaar een plechtigheid aan de kapel georganiseerd door de verbroedering van het Geheim leger.
Ook in de KSA, waar hij deel van had uitgemaakt, werd hij als een voorbeeld voor de jongeren geëerd. De maand november van het jaar 1949 stond volledig in het teken van de herinnering aan Daelemans.
Opmerkelijk was het voorstel van het voorlopige IJzerbedevaartcomité, onder leiding van Paul Willem Segers, de nationale secretaris van het ACW, en bestaande uit onder andere professor Cardijn, Tony Herbert en Jan Boon, om Jan Daelemans in de IJzercrypte te begraven. Dit idee werd afgevoerd toen het comité opnieuw in Vlaams-nationalistische handen terechtkwam.
Nadat de Christelijke Volkspartij werd opgericht, werden plaatselijk ook jongerengroepen gesticht. In Brugge kreeg deze groep de naam Jan Daelemanskring. Pas na 1950 werd de algemene naam CVP-Jongeren aangenomen.